# Mariclare Costello
Mariclare Costello (Peoria, Illinois, 3 de febrero de 1936) es una actriz estadounidense de televisión, cine y teatro miembro de The Actors Studio. Su papel televisivo más conocido fue el de Rosemary Hunter Fordwick en The Waltons desde 1972 hasta 1977. Tras salir de The Waltons, interpretó a Maggie Fitzpatrick en la serie The Fitzpatricks.

## Biografía
Su primera aparición en el cine fue en The Tiger Makes Out en 1967. En 1970, apareció en la obra Harvey en el teatro ANTA, ciudad de Nueva York. También es recordada por su rol de hippie-vampiro en Let's Scare Jessica to Death. En 1981, en la película Rangtime, interpretó a Emma Goldman. 
Su marido, el también actor Allan Arbun, falleció a los 95 años y le sobreviven ella y su hijo. 

## Filmografía
- Providence (2002)
- Chicago Hope (1998)
- Indecent Proposal (1993)
- In the Heat of the Night (1990)
- CBS Summer Playhouse (1988)
- CBS Schoolbreak Special (1987)
- Murder, She Wrote (1986)
- Santa Barbara (1984)
- Nightmares (1983)
- Hart to Hart (1982)
- Little House on the Prairie (1980)
- NBC Special Treat (1979)
- The Fitzpatricks (1977-1978)
- The Waltons (1972-1977)
- Barnaby Jones (1975)
- Storefront Lawyers (1970)